# تاريخ الملحق الآسيوي المؤهل لكأس العالم
هو تاريخ جميع مباريات الملحق القاري لقارة آسيا والتي لعبت للتنافس على نصف مقعد مؤهل لكأس العالم، وعادة ما يكون هذا الملحق هو الدور الرابع أو الخامس من التصفيات والذي يتبع التصفيات النهائية التي يحدد فيها المتأهلين المباشرين لكأس العالم عن القارة .
حتى مونديال 2022 لا تزال قارة آسيا تحصل على 4 مقاعد ونصف المقعد في نهائيات كأس العالم يتنافس عليها عدد مختلف من دول القارة في كل مونديال
ومنذ مونديال 1938 بدأت منتخبات آسيا في المشاركة بنهائيات كأس العالم, ولكن أول مباريات الملحق القاري بدأت ضمن تصفيات مونديال 1998 في فرنسا.

## دول لعبت الملحق
- إيران (2)
- اليابان
- أستراليا
- الإمارات العربية المتحدة
- البحرين (2)
- أوزبكستان (2)
- السعودية
- أستراليا (2)
- الأردن
- سوريا

## مباريات الملحق الآسيوي

### مونديال فرنسا 1998
كانت الحصة المقررة لقارة آسيا هي 3 مقاعد ونصف وبعد تأهل السعودية وكوريا المباشر لعبت اليابان ضد إيران في ملحق قاري تأهلت بموجبه اليابان إلى كأس العالم بينما انتقلت إيران بعد خسارتها إلى ملحق عالمي تأهلت من خلاله إلى كأس العالم
| إيران | 0–3 | اليابان |
| ----- | --- | ------- |
|       |     |         |

### مونديال كوريا واليابان 2002
أصبحت حصة آسيا 4 مقاعد ونصف، وبعد تأهل كل من الصين واليابان والسعودية وكوريا الجنوبية، لعبت إيران ضد الإمارات على أن يتأهل الفائز من مباريات الملحق إلى ملحق عالمي 
| إيران | 1–0 | الإمارات العربية المتحدة |
| ----- | --- | ------------------------ |
|       |     |                          |

| الإمارات العربية المتحدة | 0–3 | إيران |
| ------------------------ | --- | ----- |
|                          |     |       |

فاز منتخب إيران 4–0 في مجموع المباراتين وتأهل إلى الملحق القاري بين آسيا وأوروبا، إلا أنه فشل في التأهل لكأس العالم 

### مونديال ألمانيا 2006
بعد التأهل المباشر لأربعة منتخبات آسيوية (إيران واليابان والسعودية وكوريا الجنوبية) تنافست البحرين وأوزبكستان على التأهل للملحق العالمي
| الفريق الأول | إجم.    | الفريق الثاني | مباراة الذهاب | مباراة الإياب |
| ------------ | ------- | ------------- | ------------- | ------------- |
| أوزبكستان    | 1–1 (خ) | البحرين       | 1–1           | 0–0           |

تأهلت البحرين إلى ملحق آسيا وأمريكا الشمالية بفضل الأهداف المسجلة خارج الديار
لكنها خسرته ولم تتأهل لكأس العالم .

### مونديال جنوب أفريقيا 2010
بعد تأهل أستراليا واليابان وكوريا الجنوبية وكوريا الشمالية تأهل صاحبي المركز الثالث في مجموعتي الدور الرابع (السعودية والبحرين) إلى الملحق وتم إجراء قرعة لمن سيلعب مباراة الذهاب على ملعبه في 2 يونيو 2009 في العاصمة البهامية ناساو.

#### الذهاب
| البحرين | 0 – 0 | السعودية |
| ------- | ----- | -------- |
|         | تقرير |          |

#### الإياب
| السعودية                               | 2 – 2 | البحرين                                 |
| -------------------------------------- | ----- | --------------------------------------- |
| ناصر الشمراني 13' · حمد المنتشري 90+1' | تقرير | جيسي جون 42' · إسماعيل عبد اللطيف 90+3' |

البحرين تتأهل للملحق القاري بنتيجة 2-2 بتسجيلها أهداف أكثر خارج أرضها، وللمرة الثانية على التوالي، لكنها خسرت مجدداً في الملحق العالمي أمام نيوزيلندا ولم تتأهل لكأس العالم .

### مونديال البرازيل 2014
تأهلت اليابان واستراليا وإيران وكوريا الجنوبية، وتحددت مباراة الملحق العالمي بين الأردن وأوزبكستان، وهي أول مباراة ملحق آسيوي تصل إلى التمديد ومن ثم ركلات الترجيح، والتي حسمت لصالح الأردن .
أقيمت قرعة الدور الخامس من التصفيات الآسيوية في زيوريخ يوم 19 مارس 2013 خلال اجتماعات اللجنة المنظمة لكأس العالم لكرة القدم.
| الفريق الأول | إجم.          | الفريق الثاني | مباراة الذهاب | مباراة الإياب   |
| ------------ | ------------- | ------------- | ------------- | --------------- |
| الأردن       | 2-2 (8-9 ر.ت) | أوزبكستان     | 1-1           | 1-1 (وقت إضافي) |

تأهلت الأردن لتلاقي الأوروغواي في الملحق العالمي لكنها خسرت أمامها ولم تتأهل إلى كأس العالم .

### مونديال روسيا 2018
تأهلت كل من إيران وكوريا الجنوبية والسعودية واليابان إلى نهائيات كأس العالم مباشرة، وتنافس أصحاب المركز الثالث في المجموعتين (أ) و (ب) من الدور الثالث (سوريا واستراليا) على التأهل للمحلق العالمي .

ترتيب المباراتين قرر مسبقا من قبل الاتحاد الآسيوي لكرة القدم، وأعلن خلال السحب للمرحلة الثالثة. الفريق في المرتبة الثالثة من المجموعة أ يستضيف مباراة الذهاب، بينما الفريق في المرتبة الثالثة من المجموعة ب يستضيف مباراة الإياب
| الفريق الأول | إجم. | الفريق الثاني | مباراة الذهاب | مباراة الإياب |
| ------------ | ---- | ------------- | ------------- | ------------- |
| سوريا        | 2–3  | أستراليا      | 1–1           | 1–2 (ب.و.إ.)  |

| سوريا                | 1–1                      | أستراليا   |
| -------------------- | ------------------------ | ---------- |
| - السومة 85' (ركلة.) | تقرير (FIFA) تقرير (AFC) | - كروز 40' |

| أستراليا          | 2–1 (ب.و.إ.)             | سوريا       |
| ----------------- | ------------------------ | ----------- |
| - كاهيل 13'، 109' | تقرير (FIFA) تقرير (AFC) | - السومة 6' |

فازت أستراليا بعد التمديد لوقت إضافي ودون اللجوء لركلات الجزاء، وتأهلت للمحلق العالمي حيث لاقت هندوراس وتغلبت عليها لتتأهل إلى كأس العالم، وهي المرة الثانية فقط التي تتأهل فيها منتخبات لعبت الملحق الآسيوي إلى كأس العالم .
1. ↑  سوريا لعبت مباراتها البيتية خارج سوريا بسبب مخاوف أمنية من الحرب الأهلية السورية.
2. ↑  تم تغيير الحكم بالحكم الرابع (إلغيز تانتاتشيف) خلال الوقت الإضافي.